# Frank-Peter Roetsch
Frank-Peter Roetsch, född 19 april 1964 i Güstrow, är en tysk före detta skidskytt.
Roetsch blev olympisk guldmedaljör på 20 kilometer vid vinterspelen 1988 i Calgary.